# Айзенштадт Валерій Ківович
Валерій Ківович Айзеншта́дт (псевдонім — В. Ніколаєв; нар. 11 червня 1926, Харків — пом. 30 жовтня 1999, Харків) — український театрознавець, театральний критик, педагог, доктор мистецтвознавства з 1972 року, професор з 1974 року.

## Біографія
Народився 11 червня 1926 року в місті Харкові (нині Україна). 1949 року закінчив Харківський театральний інститут (курс Аркадія Плетеньова).
Працював старшим методистом обласного Будинку народної творчості. У 1955 став організатором та першим керівником першої в Україні Харківської спеціалізованої музично-театральної бібліотеки імені Костянтина Станіславського. Викладав у вишах Харкова: з 1954 року — у Художньому інституті, у 1956–1999 роках — у Бібліотечному інституті, читав курс історії театру, теорії драми, естетики та інше (в 1972—1987 роках — завідувач кафедрою режисури, у 1992—1999 роках — завідувач створеної ним кафедри мовної майстерності). Очолював спецраду із захисту дисертацій, був рецензентом ВАК України.
Помер 30 жовтня 1999 року у Харкові.

## Праці
Опублікував понад 400 статей та рецензій на тему естетики, театрального мистецтва та драматургії. Серед них:
- «Русская советская историческая драматургия». Частина 1: 1917—1929. Харків, 1969; Частина 2: 1930—1945. Харків, 1971 (рос.);
- «Станиславский и Украина» // Український театр. 1982. № 6 (рос.);
- «Советский самодеятельный театр: основные этапы развития. учеб. пособие». Харків, 1983 (рос.);
- «Харьков театральный: Статьи, рецензии, заметки 50-х — 80-х годов». Харків, 1996 (рос.);
- «Майстри харківських театрів у роки Великої Вітчизняної війни» // Культура України. 1996. Випуск 3.

## Вшанування
- У 2000 році в річницю смерті, у Харківській державній академії культури пройшли перші Айзенштадтівські  мистецтвознавчі читання «Драма, вистава, глядач...»; у 2002 році — другі читання;
- У 2002 році в Харкові, на будівлі режисерсько-хореографічного факультету ХДАК по вулиці Червоножовтневій, № 1, відкрито меморіальну дошку.